# Egelsee (Feldkirch)
Der Egelsee ist ein See im österreichisch-liechtensteinischen Grenzgebiet zwischen dem Feldkircher Ortsteil Tosters und der liechtensteinischen Gemeinde Mauren. Durch den See verläuft die Staatsgrenze zwischen der Republik Österreich und dem Fürstentum Liechtenstein.
Ursprünglich ein Gletscherrandsee, wurde er gegen 1830 von Alois Negrelli, der zu dieser Zeit als junger Wasserbauingenieur in Vorarlberg tätig war, trockengelegt und war anschließend ein Sumpfgebiet.
Im Jahr 2011 wurde zwischen dem Land Vorarlberg und dem Fürstentum Liechtenstein vereinbart, den Egelsee nach fast 200 Jahren wieder zu reaktivieren, um Überschwemmungen auf liechtensteinischer Seite zu vermeiden. Der Bau wurde im Jahr 2013 fertiggestellt. Im Rahmen der Baukosten von etwa 2,9 Millionen Euro, die von der Republik Österreich und dem Fürstentum Liechtenstein anteilig getragen wurden, wurde der See zum Rückhalteweiher ausgebaut und ein neuer Rad- und Spazierweg um diesen herum errichtet. Der Egelsee sorgt nunmehr mit einem Gesamtrückhaltevolumen von 40.000 m³ für den Hochwasserschutz der liechtensteinischen Gemeinden Eschen und Mauren.
Der Grenzverlauf der Liechtensteinisch-Österreichischen Staatsgrenze im Egelsee wurde im Jahr 2024 durch einen bilateralen Staatsvertrag zwischen Österreich und Liechtenstein begradigt – aus 20 Grenzpunkten wurden 3. Bis dahin war der Grenzverlauf immer noch dem alten Verlauf des alten Grenzbaches, der Esche, gefolgt. Je 240 m² Fläche werden wechselweise ausgetauscht. Die beidseitigen Bauverbotszonen werden hier von bisher 10 auf 1 Meter Breite reduziert. Im Juni 2024 stimmte der Vorarlberger Landtag einstimmig einer Änderung des Grenzverlaufs zwischen Österreich und dem Fürstentum Liechtenstein zu. Der österreichische Nationalrat erteilte seine notwendige Zustimmung zur Grenzänderung im März 2025.